# Madge Evans

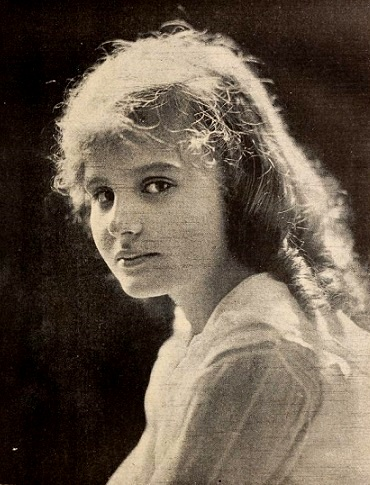
Madge Evans als Kinderdarstellerin 1919

Madge Evans (* 1. Juli 1909 in New York, New York; † 26. April 1981 in Oakland, New Jersey) war eine US-amerikanische Schauspielerin der Stummfilm- und Tonfilmzeit.

## Biografie
Madge Evans war bereits im Alter von zwei Jahren auf Werbebildern für Seife zu sehen und gab im Jahre 1914 ihr Filmdebüt in Shore Acres. In den folgenden Jahren erlebte Evans zunächst eine sehr erfolgreiche Karriere als Kinderstar. 1924 zog sich die inzwischen 15-jährige Evans vorerst aus dem Filmgeschäft zurück, um ihre schulische Ausbildung zu beenden. Sie kehrte 1931 mit einem Studiovertrag bei MGM zurück und spielte in den nächsten Jahren eine Vielzahl von weiblichen Hauptrollen, meist als Leading Lady. Sie war neben Ramón Novarro in Huddle und Son of India zu sehen, mit Robert Montgomery bildete sie ein populäres Leinwandpaar in romantischen Komödien. Alleine 1933 war Madge Evans in acht Produktionen eingesetzt. 1935 spielte sie die Rolle der Agnes Wickfield in George Cukors David Copperfield nach dem gleichnamigen Roman von Charles Dickens. 
Nach ihrer Heirat mit dem Dramatiker Sidney Kingsley 1939 zog sich die Schauspielerin von der Leinwand zurück, um sich auf ihre Familie zu konzentrieren. Die Ehe hielt bis zum Tod von Madge Evans. In den folgenden Jahrzehnten übernahm Evans gelegentlich Rollen in Aufführungen von Stücken ihres Ehemannes und war in den 1950er-Jahren in Nebenrollen im Fernsehen zu sehen. Sie starb 1981 im Alter von 71 Jahren an einer Krebserkrankung.

## Filmografie (Auswahl)
- 1914: Shore Acres
- 1915: The Seven Sisters
- 1918: The Power and the Glory
- 1920: Heidi (Kurzfilm)
- 1924: Classmates
- 1931: Der Sohn des Rajah (Son of India)
- 1931: Vollblut (Sporting Blood)
- 1931: Guilty Hands
- 1932: The Greeks Had a Word for Them
- 1932: Flirt (Huddle)
- 1932: Frechheit siegt (Fast Life)
- 1933: Herz zu verschenken (Beauty for Sale)
- 1933: Die Hölle aus Stahl (Hell Below)
- 1933: The Mayor of Hell
- 1933: Dinner um acht (Dinner at Eight)
- 1934: Wir senden Sonne (Stand Up and Cheer!)
- 1934: Zwei Herzen auf der Flucht (Fugitive Lovers)
- 1934: What Every Woman Knows
- 1935: Männer ohne Namen (Men Without Names)
- 1935: The Tunnel
- 1935: David Copperfield
- 1936: Wenn der Vater mit dem Sohne... (Piccadilly Jim)
- 1936: Pennies from Heaven
- 1937: The Thirteenth Chair
- 1938: Army Girl